# David Connolly (Fußballspieler)
David James Connolly (* 6. Juni 1977 in Willesden, England) ist ein ehemaliger irischer Fußballspieler.

## Karriere

### Vereinsmannschaften
Connolly begann seine Karriere 1994 bei FC Watford. 1997 wechselte der nur 168 cm große Mittelstürmer ablösefrei in die Eredivisie zu Feyenoord Rotterdam, wo er gleich zweimal verliehen wurde. 1998 an Wolverhampton Wanderers und 1999 an Excelsior Rotterdam. 2000 kam der Ire von Excelsior Rotterdam zu Feyenoord zurück. Nach nur einem Jahr bei Feyenoord Rotterdam wechselte Connolly zum FC Wimbledon. Dort war er zwischen 2001 und 2003 aktiv, bevor ihn West Ham United verpflichtete. In den Jahren 2004 bis 2006 wechselte Connolly dreimal den Verein. 2004/05 spielte er ein Jahr bei Leicester City, 2005/06 bei Wigan Athletic. Von 2006 bis 2009 spielte er beim AFC Sunderland. 
Ab Oktober 2009 stand David Connolly beim FC Southampton unter Vertrag. In der Saison 2010/11 erreichte er mit seiner Mannschaft den Aufstieg in die Football League Championship. An Silvester 2012 wechselte Connolly zum FC Portsmouth und spielt gegenwärtig in der Football League Two.

### Nationalmannschaft
Von 1996 bis 2004 spielte Connolly in der irischen Nationalmannschaft. In 41 Länderspielen konnte er neun Tore erzielen. Der Ire nahm auch an der WM 2002 in Japan und Südkorea teil, wo Irland im Achtelfinale an Spanien scheiterte.